# Mitchell Gilbert

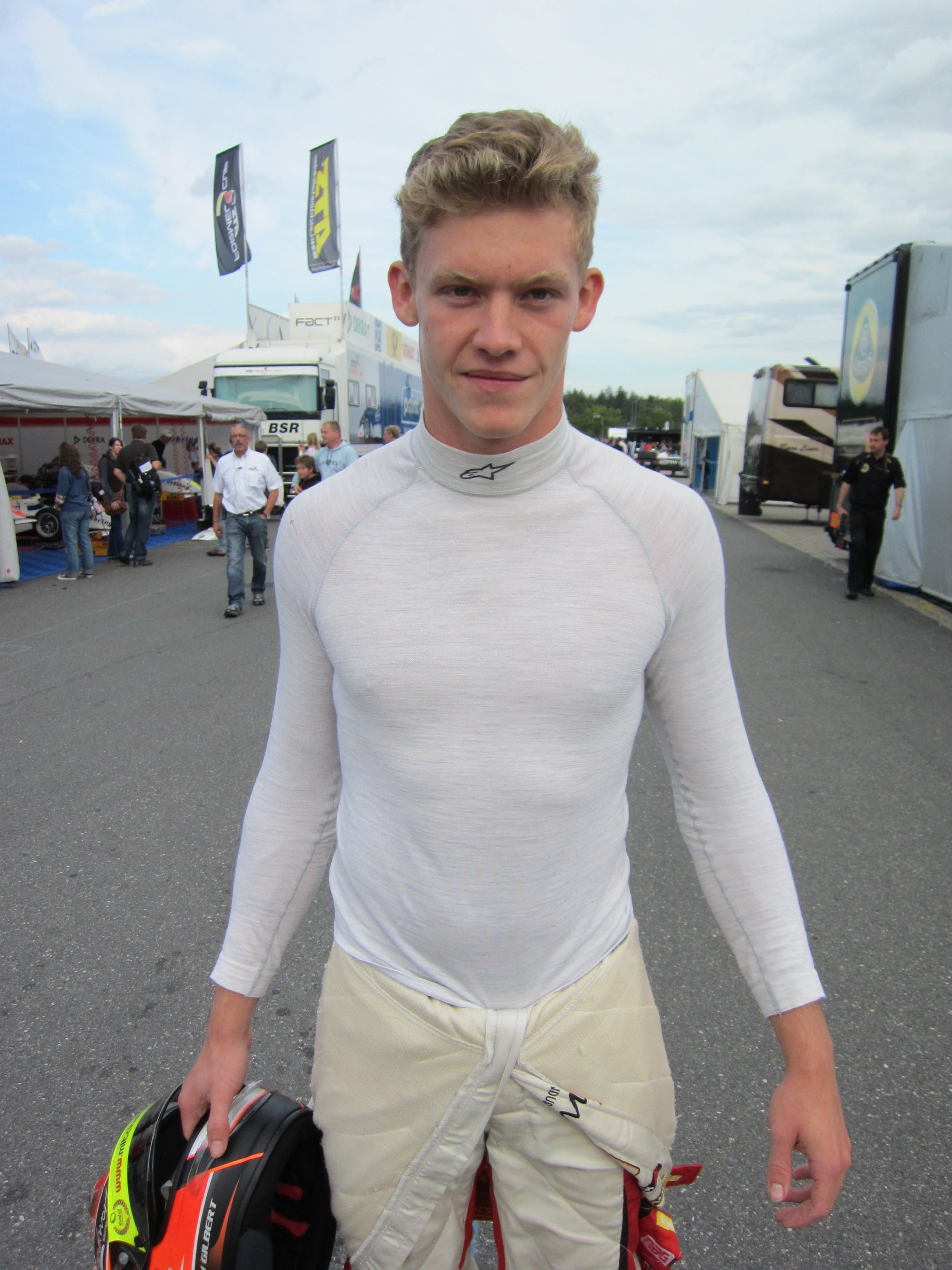
Mitchell Gilbert

Mitchell Gilbert (Kuala Lumpur, Maleisië, 10 mei 1994) is een Australisch autocoureur.

## Karriere
Gilbert begon zijn autosportcarrière in 2002 in het karting, waar hij tot 2010 actief was. In 2009 werd hij derde in de KF2-klasse van de CIK-FIA World Cup.
Aan het eind van 2010 debuteerde Gilbert in het formuleracing in het winterkampioenschap van de Formule Renault BARC voor Fortec Motorsport. Terwijl zijn teamgenoot Alex Lynn kampioen werd in deze klasse, werd Gilbert met een derde plaats als beste resultaat tiende. In 2011 maakte hij zijn debuut in het hoofdkampioenschap van de Britse Formule Renault. Terwijl zijn teamgenoten Alex Lynn en Oliver Rowland als eerste en tweede eindigden, werd Gilbert met een overwinning op Croft vijfde in het kampioenschap. In 2011 nam hij ook deel aan drie raceweekenden van de Eurocup Formule Renault 2.0 voor Fortec.
In 2012 debuteerde Gilbert in de Formule 3 in het Duitse Formule 3-kampioenschap voor het team Performance Racing. Met twee overwinningen op het TT Circuit Assen en de Lausitzring eindigde hij als vierde in het kampioenschap achter Jimmy Eriksson, Lucas Auer en Kimiya Sato. Aan het eind van het seizoen nam hij ook deel aan de Grand Prix van Macau voor Mücke Motorsport, waar hij als achttiende eindigde.
In 2013 stapte Gilbert over naar het nieuwe Europees Formule 3-kampioenschap, waar hij ook voor Mücke Motorsport reed. Enkel op de Nürburgring en het Circuit Park Zandvoort wist hij punten te scoren en met een achtste plaats op het eerste circuit als beste resultaat eindigde hij als 23e in het kampioenschap met tien punten.
In 2014 maakte Gilbert binnen de Europese Formule 3 de overstap naar Fortec Motorsports. Tevens maakte hij zijn debuut in de GP3 Series tijdens het raceweekend op Silverstone, waarbij hij Denis Nagulin verving bij het team Trident en niet meer terugkeerde in de Formule 3. In de GP3 eindigde hij zonder punten als 26e in het kampioenschap, terwijl hij in de Europese Formule 3 als zestiende werd geklasseerd met 28 punten.
In 2015 maakt Gilbert binnen de GP3 de overstap naar Carlin.